# Mariano Iúdica
Mariano Sebastián Luján Iúdica (Buenos Aires, Argentina, 14 de junio de 1970) es un periodista, actor y conductor de televisión argentino.

## Biografía
Mariano Iúdica creció durante su infancia y adolescencia en la ciudad de Buenos Aires. A los 20 años trabajó como subgerente de un banco. Más tarde, trabajó en reemplazo de un camarógrafo en el programa de televisión El rayo. Fue productor y editor.

## En los medios de comunicación
Tiempo después, Iúdica reemplazó a una entrevistadora del programa de televisión Venite con Georgina.
Durante el período 2003-2004, trabajó junto a Ezequiel Goffredo, en La peluquería de Don Mateo y Polémica en el bar en Canal 9.
En 2006 obtuvo el papel de Sandro en la telenovela Juanita, la soltera de El Trece.
En 2007 realizó apariciones esporádicas en Este es el show, programa donde más tarde realizaría la tarea de notero.[cita requerida]
En 2009, retornó a la televisión a través de Ideas del Sur imitando al político Sergio Massa en la sección Gran Cuñado del programa de televisión Showmatch. Durante dos años fue notero del programa satélite de Showmatch, Este es el show.
En 2010, logró popularizarse como conductor de La cocina del show con Zaira Nara transmitido por El Trece. En 2011, Sofía Zámolo reemplazó a Nara, y la dupla con Iúdica se mantuvo hasta finales de 2012.
En 2012, consolidó su carrera como conductor en el reality Soñando por Cantar de El Trece. En 2012 hizo un cameo en la telenovela Sos mi hombre.
Durante el verano de 2013 fue el conductor junto con Florencia Peña de Dale la tarde, un programa producido por Ideas del Sur y transmitido por El Trece.
Luego de un año fuera de la televisión, en 2015, regresó a la pantalla chica de la mano de la cadena Telefe, siendo el presentador del programa diurno Laten corazones.
En 2016, se estrenó Laten argentinos en Telefe. El programa no cumplió con las expectativas de audiencias, por lo que el ciclo terminaría en abril y los dos humoristas del programa se fueron a otros canales, Pablo Granados se pasó a Canal 9 mientras su hijo Miguel Granados firmó con Adrián Suar para pasarse a Canal 13.
Desde 2017 y hasta 2021 conducía Polémica en el bar, por la pantalla de América Tv.
Desde enero de 2018 hasta diciembre de 2019 fue el conductor del programa Involucrados por el canal América TV junto con Débora Plager y Pía Shaw. Luego de la salida de Iúdica el programa sigue en emisión, quedando solo Débora Plager y Pía Shaw como conductoras.
En 2022 conduce el programa que heredó Gerardo Sofovich La noche del domingo, por América TV.

## Programas de televisión
| Año       | Programa                               | Rol                                               | Canal               |
| --------- | -------------------------------------- | ------------------------------------------------- | ------------------- |
| 1999-2001 | Venite con Georgina                    | Notero                                            | Azul TV             |
| 2001      | Bloopermanía                           | Conductor                                         | Azul TV             |
| 2002      | Televicio                              | Conductor                                         | Canal 9             |
| 2003      | La peluquería de don Mateo             | Varios                                            | Canal 9             |
| 2003      | Polémica en el bar                     | Varios                                            | Canal 9             |
| 2003      | Televicio                              | Conductor                                         | Canal 9             |
| 2004      | Odisea, en busca del escarabajo dorado | Participante                                      | Telefe              |
| 2005      | Lo de Bilardo                          | Actor                                             | América TV          |
| 2005      | Casados con hijos                      | Claudio Ferrari                                   | Telefe              |
| 2006      | Juanita, la soltera                    | Sandro                                            | El Trece            |
| 2007-2012 | Este es el show                        | Cronista/Panelista                                | El Trece            |
| 2010-2012 | La cocina del show                     | Conductor                                         | El Trece            |
| 2012-2013 | Soñando por cantar                     | Conductor                                         | El Trece            |
| 2013      | Dale la tarde                          | Conductor                                         | El Trece            |
| 2014      | River Campeón                          | Conductor                                         | Fox Sports          |
| 2014      | Premios VOS 2014                       | Conductor                                         | Magazine            |
| 2015      | Laten corazones                        | Conductor                                         | Telefe              |
| 2016      | Laten argentinos                       | Conductor                                         | Telefe              |
| 2016-2021 | Polémica en el bar                     | Conductor                                         | Telefe / América TV |
| 2016      | Susana Giménez                         | Antiguo Egipto: Participación especial en sketch. | Telefe              |
| 2017      | Iúdica al dente                        | Conductor                                         | KZO                 |
| 2018-2020 | Involucrados                           | Conductor                                         | América TV          |
| 2022      | La noche del domingo                   | Conductor                                         | América TV          |
| 2025      | La cocina del humor                    | Conductor                                         | América TV          |